# Skiapus niger
Skiapus niger är en stekelart som beskrevs av Mao-Ling Sheng 2006. Skiapus niger ingår i släktet Skiapus och familjen brokparasitsteklar. Inga underarter finns listade i Catalogue of Life.